# Драган Перишич
Драган Перишич ((серб. Драган Перишић, Dragan Perišić), нар. 27 жовтня 1979, Белград, СФРЮ) — сербський футболіст, захисник.

## Клубна кар'єра
Драган вихованець белградського «Хайдука». Першим професійним клубом був «Дорчл» з третього дивізіону. Проблем з визначенням позиції на футбольному полі не відчував. Ще в дитячому футболі відрізнявся високим зростом, тренери завжди ставили грати його в центр захисту. Після трьох років в «Дорчлі» перейшов в сильний клуб, белградський «Железник». У 2004 році перейшов в «Яблонець 97», а в 2005 році в «Пандурій», зіграв всі матчі, а в чотирьох поєдинках був навіть капітаном. По ходу чемпіонату відбулася зміна тренера, і хоч Перишич дограв до кінця сезону, новий наставник не став наполягати на продовженні контракту, так що він отримав статус вільного агента.
На початку вересня 2006 року підписав контракт з українським клубом «Металург» (Запоріжжя). Дебютував у чемпіонаті України 9 вересня 2006 року в виїзному матчі «Зоря» - «Металург» (0:0). Потім захищав кольори азербайджанського «Сімург» (Загатала) та команди з Бангладешу «Шейх Джамал». У жовтні 2011 року перейшов до мальтійської «Біркіркари». Завершив кар'єру професійного гравця в сербському клубі «Земун» в 2012 році.

## Досягнення
- Чемпіонат Бангладешу
  -  Чемпіон (1): 2011